# 특이점 연구
특이점 연구(singularity studies)는 기술적 특이점의 아이디어를 탐구하는 학제 간 연구 분야이다. 기술적 특이점은 인공지능이 인간 지능을 넘어설 수 있는 가설적인 시점으로, 인공지능(AI), 로봇공학 및 기타 기술과 과학에 의해 달성될 수 있으며, 그 사회적 영향도 함께 다룬다.
이 학문 분야에서는 정보과학, 로봇공학, 사회 정보학, 경제학, 철학, 윤리학 등 광범위한 영역에 걸쳐 연구가 진행된다. 특이점 연구의 주요 목표는 AI의 폭발적인 진화와 함께 발생하는 사회 시스템의 변화, 그리고 이러한 변화가 인간의 관점, 윤리 및 법률 시스템에 미칠 영향을 통합적으로 이해하는 것이다.

## 역사
기술적 특이점에 대한 학술 연구는 1990년대 초부터 컴퓨터 과학, 철학, 사회학, 법 분야에서 나타났다.
지능 폭발에 대한 초기 논의는 1993년 공상 과학 작가 버너 빈지에 의해 대중화되었고, 이후 미래학자 레이 커즈와일에 의해 체계화되었다. 2010년대부터 옥스퍼드, 스탠퍼드, 게이오와 같은 대학들이 전담 프로그램을 설립했으며, 피어 리뷰 저널들은 시나리오 분석 및 정책 연구를 발표하기 시작했다. 현재 진행 중인 논쟁들은 특이점 시나리오의 예측 가치에 의문을 제기하고 기술에 대한 결정론적 관점에 대해 경고한다.

## 연구의 특징
특이점 연구는 단순한 미래 예측을 넘어 바람직한 미래를 선제적으로 설계하고 창조하기 위한 지적 기반을 제공한다. 이 분야의 주요 연구 주제는 다음과 같다.
- AI 윤리;
- 기술의 사회적 함의;
- 인간과 AI의 조화로운 공존 가능성;
- AI와의 소통; 및
- 사회 시스템의 재설계.[5]

## 기술자 및 학자
- 버너 빈지: 1993년 특이점 개념을 제창하여 학계와 공상과학 분야에 막대한 영향을 미쳤다.[6]
- 레이 커즈와일: 2005년 저서 특이점이 온다에서 2045년경 기술적 특이점의 도래를 예측했다.[7]
- 닉 보스트롬: 초지능 및 AI가 제기하는 위험에 대한 철학적 성찰을 제공했다. 그는 현재 해체된 옥스퍼드 대학교 미래 인류 연구소의 설립 이사이다.[8]

### 일본
- 사사노 겐토: 사회 정보학자, AI 교육자, 발명가. 그는 일본 특이점 연구회 회장이다.[5][9]

## 도전과 전망
특이점 연구는 학문 분야로서 여전히 발전 중이며, 이론 체계화, 연구 방법론, 교육 커리큘럼과 관련하여 해결되지 않은 많은 과제가 남아 있다. 그럼에도 불구하고, 기술 및 사회 변화가 가속화되는 현대 시대에 학제 간 접근 방식은 중요성이 커지고 있으며, 학술 연구, 기업 간 협력 및 정책 기획 분야에서 많은 주목을 받고 있다.

## 같이 보기
- 인공 일반 지능
- 미래학
- 특이점주의
- 초지능

## 더 읽어보기
- Kurzweil, Ray (2005). 《The Singularity Is Near》. New York, New York: Penguin Group. ISBN 9780715635612.
- Bostrom, Nick (2002), “Existential Risks”, 《Journal of Evolution and Technology》 9, 2011년 4월 27일에 원본 문서에서 보존된 문서, 2007년 8월 7일에 확인함
- Good, I. J. (1965), 〈Speculations Concerning the First Ultraintelligent Machine〉,   Franz L. Alt; Morris Rubinoff, 《Advances in Computers Volume 6》 (PDF) 6, Academic Press, 31–88쪽, doi:10.1016/S0065-2458(08)60418-0, hdl:10919/89424, ISBN 9780120121069, 2001년 5월 27일에 원본 문서에서 보존된 문서, 2007년 8월 7일에 확인함
- 마커스, 게리, "내가 인간인가?: 연구자들은 인공지능을 자연적인 것과 구별하는 새로운 방법이 필요하다", 사이언티픽 아메리칸, Vol. 316, No. 3 (2017년 3월), pp. 58–63. 여러 가지 인공지능 효능 테스트가 필요한데, "운동 능력을 테스트하는 단일 테스트가 없듯이, 지능에 대한 궁극적인 테스트는 하나일 수 없기" 때문이다. 그러한 테스트 중 하나인 "건축 챌린지"는 인식과 물리적 행동을 테스트할 것이다—"원래 튜링 검사에서는 완전히 빠져 있던 지능적 행동의 두 가지 중요한 요소"이다. 또 다른 제안은 기계에 학생들이 치는 과학 및 기타 분야의 동일한 표준화된 테스트를 제공하는 것이었다. 인공지능에 대한 지금까지 극복할 수 없는 난관은 신뢰할 수 있는 중의성 해소 능력 부족이다. "[사람들이 생성하는] 사실상 모든 문장은 종종 여러 면에서 모호하다." 한 가지 두드러진 예는 "대명사 중의성 문제"로 알려져 있는데, 기계는 문장의 대명사—"그", "그녀" 또는 "그것"과 같은—가 누구 또는 무엇을 가리키는지 판단할 방법이 없다.